# Museo Arqueológico de Vaty de Samos
El Museo Arqueológico de Vaty de Samos es un museo de Grecia ubicado en Vaty, la capital de Samos, una isla del mar Egeo. 
Las colecciones se encuentran expuestas en dos edificios: el antiguo museo, que fue construido en 1912, y un edificio nuevo que fue inaugurado en 1987 y es el que alberga la sección de escultura arcaica.
Además de esta sección, otras secciones del museo contienen vasijas de cerámica, estatuillas, piezas de bronce, marfil, madera y otros objetos más pequeños.
Los objetos proceden principalmente del área del Hereo de Samos, pero los hay también de otras partes de la isla. Entre las piezas más importantes se encuentra el gran Kuros de Samos, que mide 5,25 m. Se realizó en el siglo VI a. C. y originalmente estaba pintado. Una inscripción informa de que fue una ofrenda a Atenea. Por otra parte, se encuentra una parte del llamado grupo de Geneleo, que también pertenece al siglo VI a. C. Este grupo escultórico fue dedicado a Hera y constaba de cinco esculturas de mujeres y una de un hombre. Una de ellas se encuentra expuesta en el Altes Museum de Berlín.
|                             |
| Cratera del siglo VII a. C. |

|                                    |
| Kuros de Samos, del siglo VI a. C. |

|                                                       |
| Esculturas del grupo de Geneleo, del siglo VI a. C. . |

|                                                  |
| Una parte de la colección de cerámica del museo. |